# Culicoides balsapambensis
Culicoides balsapambensis är en tvåvingeart som beskrevs av Ortiz och Leon 1954. Culicoides balsapambensis ingår i släktet Culicoides och familjen svidknott. Inga underarter finns listade i Catalogue of Life.